# 休暇村乗鞍高原
休暇村乗鞍高原（きゅうかむらのりくらこうげん）は、長野県松本市安曇の乗鞍高原にある休暇村である。

## 概要
乗鞍高原のうちでは最上部に位置する。休暇村は通年営業であるが、休暇村のすぐ上からは道路が冬季封鎖になり、通行はできなくなる。すぐ北側にはMt.乗鞍スキー場がある。
館内設備として、宴会場、温泉大浴場、露天風呂などがある。館内はバリアフリーになっている。

## 宿泊
- 客室数＝70（和室42、和洋室1、洋室27）

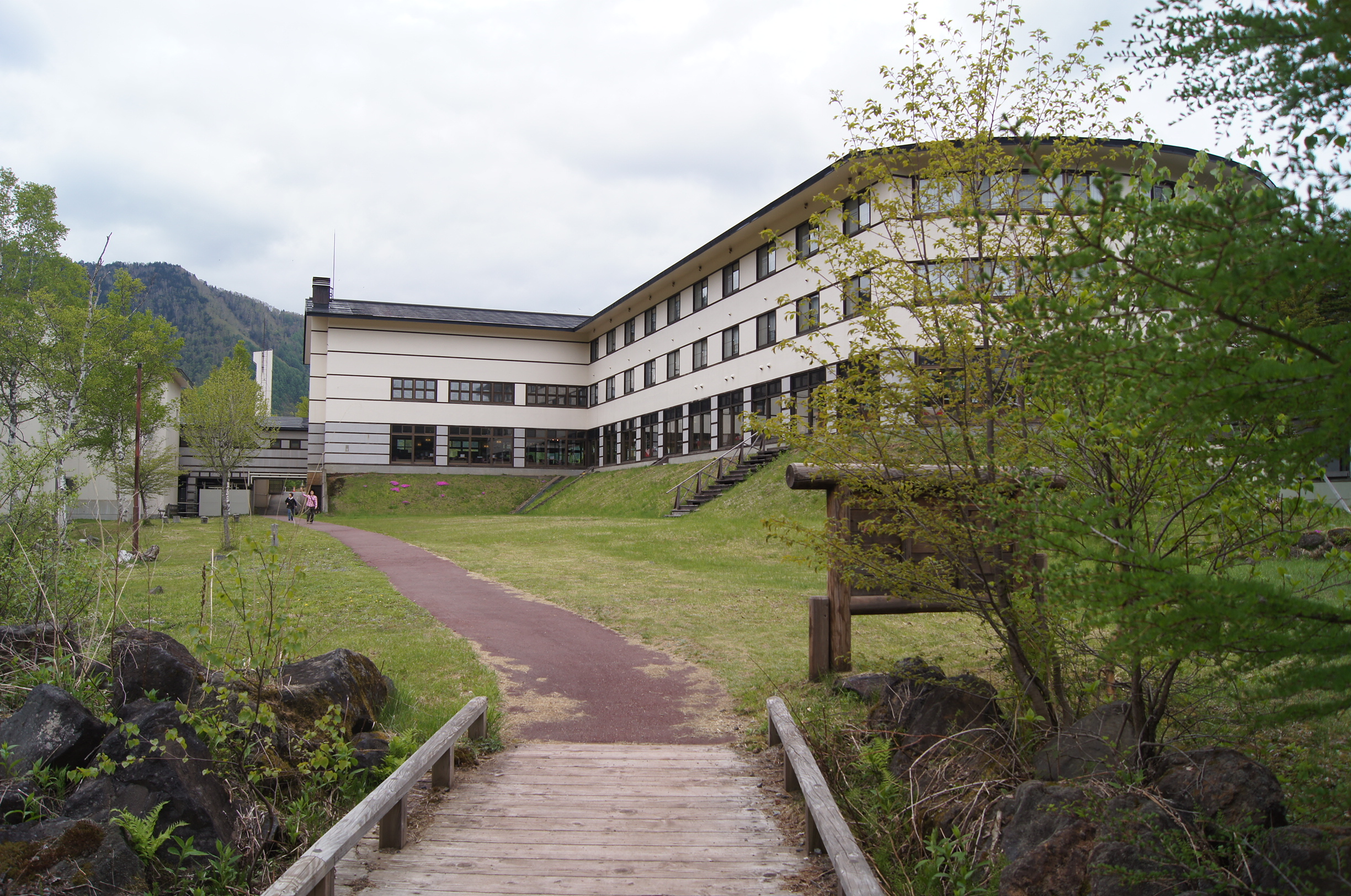
本館建物の裏側

## 温泉
のりくら温泉郷・乗鞍三湯のひとつ、「安曇乗鞍温泉」を引湯。地下1300メートルからくみ上げて利用している。泉質はカルシウム・マグネシウム炭酸水素塩泉。鉄分・カルシウム・ナトリウムに富み、炭酸味・鉄味がある。色は無色透明。

## 一の瀬キャンプ場
常設テント、ウッドデッキサイト、フリーサイト（芝または砂石）のキャンプ場である。多目的ホール、炊事棟、管理棟などがある。
- キャンプ場専用駐車場があり無料だが、駐車可能台数は50台である。駐車場からキャンプ場までは徒歩約20分である。
- 開設は7月上旬から8月下旬までである。
- ペット・花火・発電機は禁止されている。

## 散策コース
「自然の小路（こみち）」「ふれあいのみち」「ふるさとのウォーキング」と、3つのウォーキングコースを設定している。
- 自然の小路＝所要時間約90分、距離約5km。<スタート>善五郎の滝 - 滝見台 - オルガン橋 - ネイチャープラザ一の瀬 - スモモの木 - あざみ池 - 野鳥と木の実 - 牛留池 - 林床の花<ゴール>
- ふれあいのみち＝所要時間約180分、距離約12km。<スタート>三本滝レストハウス - かもしかの径 - 三本滝 - 小リスの径 - マイズヅルソウ - 東大ヒュッテ - コメツガの根上がり - オオシナノキ - ゴゼンタチバナ - 牛留池 - ふれあいのみち<ゴール>
- ふるさとのウォーキング＝所要時間約145分、距離約7.25km。<スタート>観光センター - 長野県乗鞍自然保護センター - 一の瀬園地- いがやレクリエーションランド - 乗鞍岳ビューポイント - 湯けむり館 - 乗鞍高原温泉の街並み - 観光センター<ゴール>

## 交通アクセス
- アルピコ交通上高地線の新島々駅から乗鞍方面行バスに乗車し55分、「休暇村」で下車し徒歩約2分
- 長野自動車道の松本インターチェンジから約70分